# Stefan R. Halder
Stefan R. Halder ist ein deutscher Dirigent und Pädagoge.

## Werdegang
Halder absolvierte ein Schulmusik- und Diplommusiklehrerstudium an der Staatlichen Hochschule für Musik in Trossingen. Es folgten künstlerische Aufbaustudiengänge in den Fächern Dirigieren (Klasse Manfred Schreier) und Klarinette (Klasse Chen Halevi).

## Stationen als Dirigent von Blasorchestern
Von 2011 bis 2017 war Stefan R. Halder künstlerischer Leiter und Dirigent der Stadtkapelle Rottenburg.
Im Jahr 2014 wurde er zum Dirigenten des Landespolizeiorchesters Baden-Württemberg (LPO) als Nachfolger von Toni Scholl ernannt.

## Weitere Tätigkeiten
Neben seiner Tätigkeit beim Landespolizeiorchester Baden-Württemberg ist Halder Honorarprofessor an der Hochschule für Musik Trossingen für Blasorchesterleitung und Klarinette. Er ist Dirigent des „Konzerthausorchesters Trossingen“ und des Kreisverband-Jugendorchesters Rottweil-Tuttlingen.
Er betreibt ein Hotel/Hostel in Trossingen.

## Schaffen und Pädagogisches
- Grenzenlos - Digitales Weihnachtskonzert des Landespolizeiorchesters Baden-Württemberg
- Immer im Takt - Lukas dirigiert ein Orchester | Dein großer Tag | SWR PLUS